# 電力價格
每個國家的電力價格都不同，原因也很多。發電成本主要根據所用燃料的種類、政府的資助、甚至是天氣狀況。直至2007年為止，全世界最高電力價格的國家被認為是愛爾蘭，第2和第3位分別是丹麥和意大利。但如果按电价收入比来计算，以上三个发达国家的居民用电价格实际上非常低廉，电价收入比较高的现象大多集中在欠发达国家与地区，如中国大陆地区，用电绝对价格相对而言较低，然而其居民的电价收入比却已经达到了美国居民电价收入比的35倍。 尤其是自2013年起逐步在各地试行居民阶梯电价及更换成智能电表之后，在相同用电量的情况下居民的电费支出额更是在原来的基础上接近于翻了一番。 以下是一個粗略的全球國家和地區電力價格的比較圖。

## 電價的基礎
各國的電價，有不同的計算基礎。
- 工業用電、營業用電、非營利用電（通常指住宅用電）。
- 夏日電價、非夏日電價。（為了抑制夏日的冷氣用電，因此提高夏日電價）
- 電錶的基本度數、流動度數。

## 全球電力價格比較圖
| 國家/地區    | 當地貨幣(毫) | 實施日期       | 參考資料                                                         |
| ------------ | --- | -------------- | ---------------------------------------------------------------- |
| 澳洲         | 7.11 | 2007年1月1日   | 國際電力工程                                                     |
| 比利時       | 11.43 | 2007年1月1日   | 國際電力工程                                                     |
| 加拿大       | 6.18 | 2007年1月1日   | PEI                                                              |
| 丹麥         | 22.89 | 2007年1月1日   | 國際電力工程（稅後）                                             |
| 芬蘭         | 6.95 | 2007年1月1日   | 國際電力工程                                                     |
| 法國         | 8.54 | 2007年1月1日   | 國際電力工程（稅前）                                             |
| 德國         | 13.16 | 2007年1月1日   | 國際電力工程                                                     |
| 香港         | 九龍/新界(中華電力) - 8.05至17.5(隨用量提高)+2.7(燃料調整費) 香港島(香港電燈) - 6.10至15.14(隨用量提高) +3.23(燃料調整費) | 2015年1月1日   | 中華電力 （页面存档备份，存于） 香港電燈                         |
| 冰島         | 11.61 | 2008年7月7日   | Orkuveita Reykjavíkur                                            |
| 愛爾蘭       | 23.89 | 2007年1月1日   | 愛爾蘭電力供應局（稅前）                                         |
| 意大利       | 15.74 | 2007年1月1日   | 國際電力工程（稅前）                                             |
| 荷蘭         | 12.62 | 2007年1月1日   | 國際電力工程                                                     |
| 西班牙       | 10.35 | 2007年1月1日   | 國際電力工程                                                     |
| 南非         | 5.37 | 2008年7月1日   | Eskom                                                            |
| 瑞典         | 6.60 | 2007年1月1日   | 國際電力工程                                                     |
| 英國         | 18.60 | 2007年1月1日   | 國際電力工程                                                     |
| 美國         | 11.20 | 2011年1月1日   | EIA （页面存档备份，存于） （页面存档备份，存于）                |
| 台灣         | 住宅 - 6.03至19.29 營業 - 8.87至21.42                                                                                     | 2012年5月15日  | [ 4 ]                                                            |
| 澳門         | 12.04 | 2010年1月1日   | 澳門電力股份有限公司 （页面存档备份，存于）                      |
| 中国大陆地区 | 住宅 - 4.40至7.50 工業 - 3.70至9.30 農業 - 2.20至3.80                                                                     | 2011年12月11日 | 西北电网价格 南方电网价格 华中电网价格 华东电网价格 东北电网价格 |

## 註腳
1. ↑   （页面存档备份，存于） - 脱离收入与国外比电价不科学，专栏作家余丰慧
2. ↑   （页面存档备份，存于） -电业局更换新电表后你酒店的电费几乎翻倍了，你了解过吗？
3. ↑  全球電力價格：全球電力價格的高高低低 （页面存档备份，存于） - 國際電力工程（英文）
4. 1 2 3 4 5 6 7 8 9 10 11 12 13 14 15  全球電力價格：全球電力價格的高高低低 的存檔，存档日期2009-09-06. - 國際電力工程（英文）
5. ↑  住宅電力價格 （页面存档备份，存于） - 中華電力, 2015年1月1日
6. ↑  電力價格表 的存檔，存档日期2006-03-06. - 香港電燈, 2015年1月1日索取
7. ↑  電力價格 （页面存档备份，存于） - Orkuveita Reykjavíkur, 2008年7月8日索取（冰島文）
8. ↑  郊外住户電力價格 （页面存档备份，存于） - 愛爾蘭電力供應局, 2008年7月8日索取（英文）
9. ↑  〔CEM - Companhia de Electricidade de Macau〕Tariff Group A （页面存档备份，存于）  - 澳門電力股份有限公司,  2010年02月23日索取（英文）

## 外部連結
- 歐洲電力價格 （页面存档备份，存于）（計費單位採用歐元/千瓦·時）
- 澳洲燃氣電燈公司 （页面存档备份，存于）
- 澳洲能源
- 中华人民共和国发展和改革委员会 价格司 电力价格公示
- 中華電力 （页面存档备份，存于）
- 香港電燈 （页面存档备份，存于）